# Norskregistrert Utenlandsk Foretak
Norskregistrert Utenlandsk Foretak (NUF) ist eine im zentralen norwegischen Handelsregister (Brønnøysundregistrene) in Brønnøysund eingetragene norwegische Zweigniederlassung eines ausländischen Unternehmens. Norwegen wendet grundsätzlich die Sitztheorie an, anerkennt aber auch die Rechtsprechung des EuGH zur Niederlassungsfreiheit und daher kann es sich bei diesen NUF sowohl
- um richtige Zweigniederlassungen mit Verwaltungssitz des Unternehmens im Ausland (NUF im eigentlichen Sinn) als auch
- um eine aus dem Ausland zugezogene Gesellschaft handeln, die nun in Norwegen den Hauptverwaltungssitz hat (Norwegische NUF),

handeln. Die Pflicht zur Eintragung ist unabhängig von Ort, Dauer des Einsatzes und der Höhe des zu erwartenden Umsatzes.

## Anerkennung ausländischer Unternehmen in Norwegen
Diese Anerkennung ausländischer Gesellschaften beruht u. a. auf der Mitgliedschaft Norwegens im Europäischen Wirtschaftsraum (EWR). Diese Anerkennung ausländischer Gesellschaften hat u. a. dazu geführt, dass das norwegische GmbH-Recht (Aksjeloven) 2011 reformiert wurde.
Welche Rechtsform das Unternehmen im Ausland hat, ist für die Registrierung als NUF unerheblich, jedoch muss diese im Ausland tatsächlich gegründet werden können. Ebenso, ob eine solche Rechtsform  im norwegischen Recht überhaupt bekannt ist (z. B. die liechtensteinische Anstalt privaten Rechts, die es sonst in keinem anderen Land gibt).

## Registrierung und Name
NUF ist daher eine eigene Rechtsform und durch die Registrierung erhält das Unternehmen/die Zweigniederlassung eine Organisationsnummer, die zur Identifizierung bei den norwegischen Behörden dient.
Der Name des NUF muss sich vom Namen des ausländischen Unternehmens (Firma) unterscheiden, darf nicht zu Verwechslungen Anlass geben und auch nicht eine andere Gesellschaftsform vortäuschen.

## Status, Struktur und Organisation
Die NUF ändert an Status, Struktur, Organisation etc. des ausländischen Unternehmens selbst nichts. Ist die NUF jedoch als norwegische NUF begründet, hat also den Hauptverwaltungssitz in Norwegen bei der Zweigniederlassung, so ist die diesbezügliche Verantwortung, Status, Struktur, Organisation etc. des Unternehmens bzw. der Unternehmensleitung noch nicht abschließend geklärt.

## Konkurs
Die NUF im eigentlichen Sinn kann nicht selbst in Konkurs gehen, da diese keine  eigenständige Rechtspersönlichkeit in Norwegen hat, sondern die Berechtigung zur Existenz als Zweigniederlassung lediglich vom ausländischen Unternehmen abgeleitet ist. Über die norwegische NUF, bei der zwar eine Gesellschaft als ausländisches Unternehmen im Ausland gegründet wurde, den Hauptverwaltungssitz aber nach Norwegen an den Sitz der Zweigniederlassung verlegt wurde, kann Konkurs eröffnet werden.